# Kapan
Kapan (Armeens: Կապան) is een Armeense stad met ongeveer 45.000 inwoners en de hoofdplaats van de provincie Sjoenik.
Kapan ligt in het zuidoosten van Armenië aan de grens met Nagorno-Karabach en dicht bij de grens met Iran. De stad is qua economie grotendeels afhankelijk van de mijnbouw. De stad wordt geassocieerd met David Bek, een 18e-eeuwse militaire leider. Voetbalclub Gandzasar Kapan is afkomstig uit de stad.

## Geboren in Kapan
- Artsvik Harutiunian (1984), zangeres

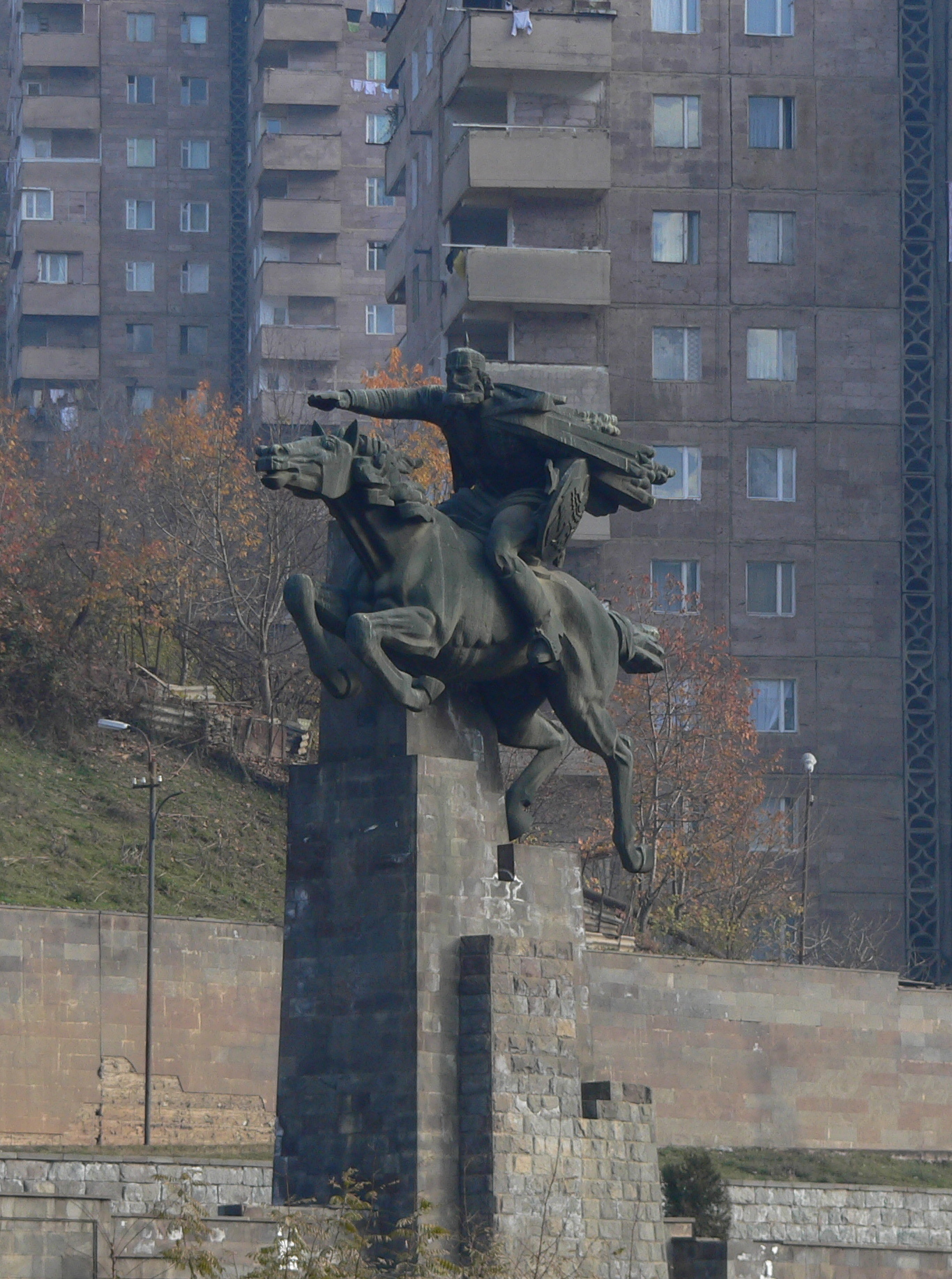
Monument voor David Bek in Kapan

Abovjan · Agarak · Achtala · Alaverdi · Aparan · Ararat · Armavir · Artasjat · Artik · Artsvasjen · Asjtarak · Berd · Bjoeregavan · Dastakert · Darakert · Dilidzjan · Dzjermoek · Etsjmiadzin · Gavar · Goris · Gjoemri · Hrazdan · Idzjevan · Jechegnadzor · Jegvard · Kadzjaran · Kapan · Maralik · Martoeni · Masis · Megri · Metsamor · Nojemberjan · Nor Hatsjen · Odzoen · Sevan · Sisian · Sjamloeg · Spitak · Stepanavan · Talin · Tasjir · Toemanjan · Tsachkadzor · Tsjambarak · Tsjarentsavan · Vajk · Vanadzor · Vardenis · Vedi · Jerevan